# 시장 개입
시장 개입(market intervention)은 시장을 수정하거나 방해하는 정책 또는 조치로, 일반적으로 국가 조치의 형태로 수행되지만 자선 및 정치 행동 그룹에 의해 수행되기도 한다. 시장 개입은 시장 실패를 바로잡기 위한 시도, 더 광범위하게는 공익을 증진하거나 특정 집단의 이익을 보호하기 위한 시도를 포함하여 여러 가지 이유로 수행될 수 있다.
경제적 개입은 경제 성장 촉진, 고용 증가, 임금 인상, 가격 인상 또는 인하, 소득 불평등 감소, 화폐 공급 및 이자율 관리, 이윤 증대 등을 포함하되 이에 국한되지 않는 다양한 정치적 또는 경제적 목표를 목표로 할 수 있다. 이러한 목표를 달성하기 위해 세금이나 벌금, 국영 기업, 보조금, 가격 하한제 및 가격 상한제와 같은 규제 등 다양한 도구를 사용할 수 있다.

## 같이 보기
- 개혁개방
- 계획 경제
- 구축
- 개발주의
- 개발경제학
- 지도주의
- 통화 정책
- 재분배경제
- 지대추구